# オリヴィエ・ルドロワ
オリヴィエ・ルドロワ(Olivier Ledroit、1969年6月3日 - )は、フランスのバンド・デシネ作家(漫画家)である。1990年代に現れた、ヒロイック・ファンタジーやRPGに触発された作家の代表格であり、本国ではファンタジー漫画のジャンルで最も有名な作者の一人である。また、「ゴシック漫画(Bande dessinée gothique)」と呼ばれるジャンルを生み出したことでも知られている。

## 経歴
デュペレ応用美術学校で2年間学んだ後、ゲーム雑誌のイラストレーターとして活動していたが、漫画原作者のフランソワ・マルセラ＝フロイドヴァルと出会ったことにより、バンド・デシネ作家に転向する。1989年にフロイドヴァルと共に制作したシリーズ『黒き月の年代記』はカルト的な人気を博し、累計100万部以上を売り上げる大ヒット作となった。加えて、中世ファンタジーの要素を取り入れたこの作品は、「ゴシック漫画」というそれまでにはなかったジャンルを生み出し、ルドロワはその生みの親として名を馳せることになる。後に同シリーズの作画担当から外れると、1994年にトマ・モスディをシナリオ担当に迎えた『クソコ』を発表。1996年にはイギリスの漫画原作者パット・ミルズをシナリオ担当に迎えた、近未来のアメリカを舞台にしたSF作品『シャ』を発表。1998年には自身の単独名義で『深紅の扉』を発表するが、このシリーズ作品は成功することなく1巻で終わってしまう。2000年にはミルズと共に出版社ニッケル(Nickel)を立ち上げ、同出版社より『吸血鬼騎士レクイエム』を発表。2014年にはフランスの作家トマス・デイをシナリオ担当に迎えた『ウィカ』を発表する。現在はブルターニュで暮らしている。

## 作品の特徴
ルドロワの作品は全て原稿に直接彩色が施されており、絵画的な味わいを持っているのが特徴である。
個々の作品について、『クソコ』は1930年代から1940年代にかけての白黒の刑事もの映画やドイツ表現主義から影響を受けており、ストーリー自体はラヴクラフトを彷彿させる話であるとインタビューで自ら語っている。また、1997年に発表した短編作品『不倶戴天』(Ennemis Mortels)はフィリップ・K・ディックの短編を原作としており、ディックの世界観は後の作品である『深紅の扉』のコンセプトにインスピレーションを与えるものとなっている。

## 作品
※特記がない限りルドロワ単独名義。
- 黒き月の年代記(Chroniques de la Lune Noire、フランソワ・マルセラ＝フロイドヴァル作、1巻~5巻までルドロワ作画、6巻以降シリル・ポンテらによる作画、1989年～、既刊18巻)
  1. 闇の兆し(Le Signe des Ténèbres、1989年)
  2. ドラゴンの風(Le Vent des Dragons、1990年)
  3. 悪魔の印(La Marque des Démons、1991年)
  4. 蛇が鳴く時(Quand Sifflent les Serpents、1992年)
  5. 深紅の舞踏(La Danse Écarlate、1994年)
- クソコ(Xoco、トマ・モスディ作、1巻~2巻ルドロワ作画、3巻~4巻クリストフ・パルマ作画、1994年～2002年、全4巻)
  1. 黒曜石の蝶(Papillon Obsidienne、1994年)
  2. 皮を剥がされし者(Notre Seigneur l'Écorché、1995年)
- シャ(Sha、パット・ミルズ作、1996年～1998年、全3巻)
  1. 影に潜む者(The Shadow One、1996年)
  2. 魂の傷(Soul Wound、1997年)
  3. 魂の復讐(Soul Vengeance、1998年)
- 深紅の扉(La Porte Écarlate、1998年、1巻で中断)
  1. 被爆者(Les Irradiés、1998年)
- 吸血鬼騎士レクイエム(Requiem Chevalier Vampire、パット・ミルズ作、2000年～2012年、既刊11巻)
  1. 復活(Resurrection、2000年)
  2. 死の舞踏(Danse Macabre、2001年)
  3. ドラキュラ(Dracula、2002年)
  4. 吸血鬼の舞踏会(Le Bal des Vampires、2003年)
  5. ドラゴン・ブリッツ(Dragon Blitz、2004年)
  6. ヘルファイア・クラブ(Hellfire Club、2005年)
  7. 血族姉妹の修道院(Le Couvent des Soeurs de Sang、2007年)
  8. 死せる魂の女王(La Reine des Âmes Mortes、2008年)
  9. 海賊の街(La Cité des Pirates、2010年)
  10. 血戦(Bain de Sang、2011年)
  11. 失われた愛(Amours Défuntes、2012年)
- 黒き月の謎(Les Arcanes de la Lune Noire、フランソワ・マルセラ＝フロイドヴァル作、1巻ルドロワ作画、2巻以降ファブリス・アングルローらによる作画、2001年～、全3巻)
  1. ゴルゴール・ベイ(Ghorghor Bey、2001年)
- ウィカ(Wika、トマス・デイ作、2014年～、既刊1巻)
  1. ウィカとオベロンの怒り(Wika et la Fureur d'Obéron、2014年)

## 日本での出版
- 『ウィカ オベロンの怒り』(原正人訳、飛鳥新社、2015年2月、ISBN 4864104018)